# 爆笑ダイヤモンドショー
『爆笑ダイヤモンドショー』（ばくしょうダイヤモンドショー）は、1965年10月3日から1966年4月10日、および1968年1月7日から同年9月29日までフジテレビ系列局で放送されていたフジテレビ制作の演芸番組である。

## 概要
毎回2組の寄席芸人たちが芸を披露していた公開番組。寄席ブーム草創期の番組であるが、この番組は「寄席」というタイトルを用いずに「ショー」としたこと、そして寄席風のセットも使用しなかったことで他の番組との差別化を図った。第1期のみ、当たると抽選でダイヤモンドの指輪が貰える投稿クイズの出題があった。
第1期終了から1年9か月後の1968年1月、番組は『リッカー スクラム歌合戦』の次番組として復活した。その関係から、第2期はリッカーミシンの一社提供で放送されていた。

## 放送時間
いずれも日本標準時。
- 日曜 19:30 - 20:00 （第1期）
- 日曜 19:00 - 19:30 （第2期）

## 司会

### 第1期
- 人見明 - 初代司会。
- 東京ぼん太 - 2代目司会[1]。

### 第2期
- トリオ・スカイライン（東八郎・原田健二・小島三児）

## 参考資料
- 産経新聞[どれ?]